# 华电国际
华电国际电力股份有限公司，簡稱华电或华电国际，是中国华电集团公司的核心子公司，也是中国山东省内最大的独立电力公司，也是中國五大國有電力公司之一。

## 概况
华电国际电力股份有限公司原名山东国际电源开发股份有限公司，是1994年由中国中央政府和山东省地方政府联合，将它们在山东省内共同投资的几座大/中型发电厂作为出资成立的。1999年公司在香港交易所发行上市，2005年初又于上海证券交易所（上交所）上市，两次募集的资金都用于收购和新建电厂。
在2003年以前，华电国际（原山东国际电源）的经营性资产均位于山东省内，因2001年至2003年山东省新增发电机组过多，而使公司的效益一直不佳。公司也一直希望能走出山东，并做出多次尝试，但屡屡失败。直到母公司更换为新成立的中国华电集团公司后，公司才真正获得全国拓展的机会。2003年，华电集团刚成立，就向公司注入了一座重要的发电厂—四川广安发电厂。但即使如此，公司目前的业务重心依然在山东省内。

## 业务
华电国际的主营业务是火力发电，目前也准备从事水力发电业务。它拥有和控股了多座大中型发电厂，其中部分电厂的规模位居中国前列。
- 邹县发电厂，位于山东省济宁市，装机容量440万千瓦，由4台30万千瓦、2台60万千瓦和2台100万千瓦机组构成。
- 广安发电厂，位于四川省广安市，装机容量240万千瓦，由4台30万千瓦和2台60万千瓦机组构成。
- 宝山发电厂，位于河南省新乡市，装机容量132万千瓦，由2台66万千瓦机组构成。
- 滕州发电厂，位于山东省滕州市，装机总容量为930MW，由2台315MW机组、2台150MW机组构成。
- 十里泉发电厂，位于山东省枣庄市，装机容量122.5万千瓦，由5台12.5万千瓦和2台30万千瓦机组构成。
- 灵武发电厂，位于宁夏区银川市，装机容量120万千瓦，由2台60万千瓦机组构成。
- 宿州发电厂，位于安徽省宿州市，装机容量120万千瓦，由2台60万千瓦机组构成。
- 莱城发电厂，位于山东省济南市，装机容量120万千瓦，由4台30万千瓦机组构成。
- 青岛发电厂，位于山东省青岛市，装机容量120万千瓦，由4台30万千瓦机组构成。

华电国际参股的发电企业也有数家。
- 中宁发电厂，位于宁夏区中卫市，装机容量66万千瓦，由2台33万千瓦机组构成。
- 潍坊发电厂，位于山东省潍坊市，装机容量180万千瓦，由2台30万千瓦和2台60万千瓦机组构成。
- 池州发电厂，位于安徽省池州市，装机容量60万千瓦，由2台30万千瓦机组构成。
- 泸州发电厂，位于四川省泸州市，装机容量120万千瓦，由2台60万千瓦机组构成。

此外，公司还持有宁夏发电集团有限责任公司的部分股权。

## 参看
- 邹县发电厂